# Louis de Bologne
Pour les articles homonymes, voir Louis de Bologne (évêque de Digne) et Bologne (homonymie).
Louis de Bologne, patriarche d'Antioche, est un ecclésiastique, diplomate et aventurier italien ayant vécu au XVe siècle. Personnage controversé, parfois qualifié d'imposteur, on lui doit de nombreuses tentatives de mise en relation entre les chrétiens d'Orient et catholique à l'époque des derniers projets de croisades contre l'Empire ottoman, contemporains du pape Pie II et du duc de Bourgogne Philippe le Bon.